# 西环路街道 (任丘市)
西环路街道，是中华人民共和国河北省沧州市任丘市下辖的一个乡镇级行政单位。

## 行政区划
西环路街道下辖以下地区：
书苑社区、昆仑社区、希望社区、庆丰社区、矿山社区、枫林社区、华油渤院社区、思贤村、宋庄村、前长洋村、后长洋村、南五里铺村、褚家庄村、肖楼村、长洋淀村、大于庄村、小于庄村、白塔村和哑叭庄村。